# Karşıyaka, Merzifon
Karşıyaka là một xã thuộc huyện Merzifon, tỉnh Amasya, Thổ Nhĩ Kỳ. Dân số thời điểm năm 2010 là 415 người.